# Oxypleurus nodieri
Oxypleurus nodieri — вид жуков-усачей из подсемейства спондилидин.

## Распространение
Распространён в Европе.

## Описание
Жук длиной от 11 до 15 мм, имеет красновато-бурую окраску тела. Тело в негустых стоячих волосках. Верхняя часть тела в густых точках и лежачем сероватом или желтоватом пятнистом покрове.

## Экология
Кормовыми растениями личинки являются хвойные породы следующих видов: сосна алеппская (Pinus halepensis), сосна приморская (Pinus pinaster) и пиния (Pinus pinea).